# Marc-Antoine de La Boëssière de Lennuic
Pour les articles homonymes, voir Boëssière.
Marc-Antoine-Marie-Hyacinthe, marquis de La Boëssière de Lennuic, né le 11 décembre 1766 au château de Kerano à Plouisy et mort le 11 août 1846 à Ploërmel, est un général et homme politique français.

## Biographie
Fils de Bertrand Pierre Marie de la Boëssière, chef de ses nom et armes, marquis de la Boëssière, lieutenant des maréchaux de France et juge du point d'honneur à Guingamp, et de Marie-Jeanne Tavignon de Kertanguy, il entra jeune dans l'armée, fut bientôt appelé à l'état-major du lieutenant-général marquis de Langeron, émigra sous la Révolution, et servit à l'armée des princes comme officier supérieur. Attaché à l'état-major du comte d'Artois, il fut chargé de plusieurs missions périlleuses tant en Bretagne qu'à Paris après le coup d'État du Directoire contre les royalistes le 4 septembre 1797.   
De retour en France sous le Consulat, il s'occupa d'abord d'agriculture, puis, partisan zélé de la Restauration, il se rendit à Gand pendant les Cent-Jours, dirigea la prise d'armes de 1815 en Bretagne, et, promu maréchal de camp, commanda successivement les départements d'Ille-et-Vilaine et des Côtes-du-Nord. 
Président du collège électoral de l'arrondissement de Ploërmel, il fut élu député par le 4e collège du Morbihan (Ploërmel) le 25 février 1824. La Boëssière siégea au côté droit et aborda quelquefois la tribune. Dans la discussion de la loi contre la presse (janvier 1827), il dit notamment : « Je vote pour la loi qui nous est proposée, parce que j'ai fait serment d'obéir au roi, et je déclare que je voterai de même pour toutes les propositions émanées de l'autorité. » Il demanda spécialement, sans succès, que les journalistes ne pussent assister aux séances de la Chambre, et se bornassent à en rendre compte en copiant in extenso le Moniteur. Il proposa encore une modification au règlement tendant à la nomination d'une commission chargée de lire et de surveiller les comptes-rendus des journaux. L'idée ne fut pas rejetée, la commission fut nommée, et les journaux du temps ne tarirent pas sur la commission la Boëssière. La Boëssière soutint lui-même sa proposition qui, d'ailleurs, n'aboutit pas. 
Réélu député le 17 novembre 1827, il soutint le ministère Polignac, vota avec la minorité contre les 221, et fut chargé par les membres de cette minorité de se mettre à leur tête, et de venir, dit un biographe légitimiste, « déposer au pied du trône le tribut de leurs respects et de leurs regrets. » Le 23 juin 1830, il obtint encore le renouvellement de son mandat contre le général Fabre ; mais il ne voulut pas prêter serment au gouvernement de Louis-Philippe et refusa de siéger.
La Boëssière accompagna Charles X en exil, puis se retira en son château de Malleville près de Ploërmel, où il meurt en 1846. Considéré comme démissionnaire, il fut remplacé à la Chambre par Gaillard de Kerbertin.
Il est le grand-père de Henri Le Loup de La Biliais.

## Sources
- « Marc-Antoine de La Boëssière de Lennuic », dans Adolphe Robert et Gaston Cougny, Dictionnaire des parlementaires français, Edgar Bourloton, 1889-1891 [détail de l’édition]